# Feasting with Panthers
Feasting with Panthers — шестнадцатый сольный студийный альбом британского певца и автора песен Марка Алмонда. Авторство альбома на равных принадлежит Алмонду и Майклу Кэшмору из групп Current 93 и Nature and Organization. Альбом был выпущен Strike Force Entertainment, входящей в состав Cherry Red Records, 30 мая 2011 года.

## История создания
Марк Алмонд впервые работал с Майклом Кэшмором, когда Алмонд участвовал в качестве приглашенного вокала для альбома Current 93 Black Ships Ate the Sky. Затем они вместе работали для EP Gabriel and the Lunatic Lover в 2008 году и продолжали время от времени работать вместе, пока не завершили Feasting with Panthers. При производстве альбома Марк и Майкл не встречались и работали над материалом, отправляя друг другу записи музыки и вокала. Альбом полностью состоит из стихотворений, положенных на музыку. The Guardian описывает альбом как «роскошное фортепианное сотрудничество с Майклом Кэшмором, включающее песни, основанные на поэзии Жана Кокто, Жерара де Нерваля и Жана Жене», которые Алмонд в той же статье называет «декадентской поэзией в переводе Джереми Рида».

## Критика
| Оценки критиков  | Оценки критиков |
| Источник         | Оценка          |
| ---------------- | --------------- |
| AllMusic         | [ 2 ]           |
| Record Collector | [ 3 ]           |

Альбом получил неоднозначные отзывы критиков. Джон О'Брайен в своем обзоре AllMusic заявляет, что это альбом «рассказов о юных мальчиках и темных удовольствиях», но называет его «роскошным банкетом». Ян Ширли в журнале Record Collector заявляет, что альбом «слишком однонотный, чтобы его можно было рассматривать как что-то иное, кроме интеллектуальной фоновой музыки», но признает, что «Алмонд находится в прекрасной форме, смягчая свои иногда театральные наклонности в пользу более сдержанного вокала».

## Список композиций
| №  | Название                      | Автор(ы)         | Длительность |
| -- | ----------------------------- | ---------------- | ------------ |
| 1  | «The Thief and the Night»     | Жан Жене         | 5:20         |
| 2  | «Sonnet XI»                   | Эрик Стейнбок    | 2:02         |
| 3  | «Boy Caesar»                  | Джереми Рид      | 6:40         |
| 4  | «The Lunatic Lover»           | Эрик Стейнбок    | 6:07         |
| 5  | «Crime of Love»               | Поль Верлен      | 3:30         |
| 6  | «The Sleeper in the Valley»   | Артюр Рембо      | 3:54         |
| 7  | «The Song of the Unwept Tear» | Эрик Стейнбок    | 3:27         |
| 8  | «Patron Saint of Lipstick»    | Джереми Рид      | 4:45         |
| 9  | «Gabriel»                     | Эрик Стейнбок    | 5:49         |
| 10 | «El Desdichado»               | Жерар де Нерваль | 2:26         |
| 11 | «Hotel de France and Poetry»  | Жан Кокто        | 3:55         |
| 12 | «The Man Condemned to Death»  | Жан Жене         | 5:35         |
| 13 | «Feasting with Panthers»      | Зебулон Ксандер  | 7:12         |

## Участники записи
- Марк Алмонд — вокал
- Майкл Кэшмор — все инструменты и бэк-вокал
- Джереми Рид — переводы и адаптации стихотворений на английский язык